# Paulo Preis
Paulo Preis (Imaruí, 5 de abril de 1914 — Criciúma, 7 de setembro de 1990) foi um político brasileiro, tendo sido prefeito do município de Criciúma de 1951 a 1955.

## Vida Pessoal
Filho de  de Nicolau Preis e de Amália Arns Preis e primo de primeiro grau de Dom Frei Paulo Evaristo Arns e Zilda Arns, Paulo casou-se com Hermínia Bortolotto Preis, com quem teve 7 filhos.
Ainda na infância, Paulo Preis se mudou junto da família para a localidade de Forquilhinha, colônia alemã na época pertencente ao município de Criciúma.

### Escolaridade
Paulo Preis cumpriu seus estudos primários ainda em Forquilhinha, porém se mudou para o município de Rio Negro, Paraná, para realizar seus estudos ginasiais no Seminário Seráfico São Luis de Tolosa, mesmo local onde seu primo, Paulo Evaristo Arns, estudou. No ensino superior, estudou na Faculdade de Educação (atual Universidade do Estado de Santa Catarina), em Florianópolis, cursando pedagogia.

### Atuação Profissional
Exercendo atividade profissional na área da educação (sua área de formação), trabalhou como Professor, Diretor de grupo escolar e Inspetor escolar da rede estadual de ensino de Santa Catarina. Foi escolhido como encarregado de treinamento e chefe de pessoal na Ferrovia Dona Tereza Cristina, no Sul de Santa Catarina.

## Carreira Política
Foi vereador do município de Criciúma de 1948 a 1951, quando tomou posse como prefeito do município de Criciúma, cargo que exerceu de 1951 a 1955. Após o fim de seu mandado como prefeito, Paulo seguiu exercendo relevância política no estado de Santa Catarina, tendo sido o representante do então governador Celso Ramos na posse do primeiro prefeito do município de Içara.
Foi deputado à Assembléia Legislativa de Santa Catarina na 3ª legislatura (1955 — 1959) e na 5ª legislatura (1963 — 1967).

## Histórico
Membro do Partido Social Democrático (PSD), partido que o levou à Câmara de Vereadores de 1948 a 1951. O mesmo partido o fez prefeito de Criciúma, de 1951 a 1955. E, pelo mesmo PSD, se elegeria deputado estadual nas legislaturas 1955/1959 e 1963/1967.
De sua administração na prefeitura, destacam-se:
- Elaboração do 1° plano diretor de Criciúma
- Aquisição dos primeiros equipamentos pesados da municipalidade (um trator e uma motoniveladora)
- Aquisição dos terrenos para as construções do aeroporto municipal (duas pistas), Colégio Marista, Colégio Michel e Praça do Congresso.
- No afã de resolver os problemas comunitários, trouxe a Criciúma diversas autoridades federais, com destaque para o então vice-presidente da República, João Café Filho.